# Bögen (Wintger)
Bögen (luxemburgisch Béigenⓘ, französisch Boevange) ist eine Ortschaft in der Gemeinde Wintger, Kanton Clerf im Großherzogtum Luxemburg.

## Lage
Bögen liegt im Ösling. Durch den Ort verläuft die CR 332. Nachbarorte sind Wintger im Nordwesten und Lullingen im Nordosten. Südlich des Ortes fließt der Kirelbach. 

## Geschichte
Bögen war bis zum 1. Januar 1978 eine Gemeinde zu der zuletzt auch die Ortschaften Trotten, Crendal, Lullingen, Dönningen, Deiffelt, Heisdorf und Wintger gehörten. Die Gemeinde wurde dann aufgelöst und aus den ehemaligen Gemeinden Bögen, Asselborn, Helzingen und Oberwampach die neue Gemeinde Wintger gebildet.
Sehenswert ist die katholische Kirche St. Martin aus dem Jahr 1720.